# Cayo Atilio Régulo (cónsul 225 a. C.)
Cayo o Gayo Atilio Régulo  fue un político y militar de la República romana que ocupó el consulado en 225 a. C. Durante ese año hizo frente a una invasión celta en Italia, pero murió en batalla y fue decapitado. Régulo procedía de una prominente familia romana de la que habían surgido cónsules durante cuatro generaciones.

## Familia
Cayo Atilio Régulo era el hijo menor del héroe romano Marco Atilio Régulo, el cónsul que fue capturado durante el transcurso de la primera guerra púnica, que a su vez era nieto de Marco Atilio Régulo, cónsul en el año 294 a. C. Su hermano mayor, también llamado Marco Atilio Régulo, fue cónsul y censor.
Se desconoce si estuvo casado o tuvo descendencia.

## Carrera
Cayo Atilio Régulo fue elegido cónsul en 225 a. C., siendo el cónsul plebeyo y teniendo como colega consular a Lucio Emilio Papo. Fue enviado a terminar con una revuelta en Cerdeña, misión que completó con éxito rápidamente.
A la vuelta a la península itálica con sus legiones, y tras escuchar las informaciones acerca de la invasión celta (o gala) de Etruria, se desplazó enseguida para hacerles frente en batalla. Régulo, quizás buscando obtener un triunfo por su cuenta, decidió enfrentarse a los galos en Telamón sin esperar la ayuda de su colega consular. Sin embargo, sus planes se vinieron abajo cuando la caballería romana se encontró con una caballería celta más fuerte y fue hecha pedazos en su primer encuentro. Régulo murió en el enfrentamiento y su cabeza fue entregada a los reyes celtas. Sin embargo, la caballería romana finalmente se repuso del primer encontronazo y logró hacer frente al enemigo y recuperar la colina.
La batalla de Telamón, finalmente, se decantaría en una victoria romana. Los galos mantuvieron la batalla en dos frentes separados, puesto que también Emilio Papo se encontraba en la zona con su ejército, lo que permitió al ejército de Régulo asegurar la colina. El ataque combinado de ambos ejércitos acabó con la resistencia de los galos.
Sería finalmente Emilio Papo quien obtendría el crédito por la victoria y celebraría su triunfo.